# 新赫雷布利亞 (文尼察州)
49°28′0″N 28°45′52″E / 49.46667°N 28.76444°E
新赫雷布利亞（羅馬化：Hova Hreblia）是位於烏克蘭西南部文尼察州赫米利尼克區的村莊，面積0.03平方公里，海拔高度259米，人口1,150。
1. ↑  . kalynivska-objednana-gromada.gov.ua.   [2025-02-26]. （原始内容存档于2024-12-08） （乌克兰语）.